# 포도당 1-인산
포도당 1-인산(영어: glucose 1-phosphate) 또는 글루코스 1-인산은 1번 탄소에 인산기가 있는 포도당 유도체이다. 코리 에스터(Cori ester)라고 부리기도 한다. 포도당 1-인산은 α- 또는 β-아노머 형태로 존재할 수 있다.

## α-포도당 1-인산의 반응

### 이화작용
글리코젠 분해에서 포도당 1-인산은 글리코젠 포스포릴레이스(glycogen phosphorylase)가 글리코젠 사슬로부터 포도당 분자를 분해하는 반응의 직접적인 생성물이다. 근육의 글리코젠 포스포릴레이스의 결핍은 당원병 V형(맥아들병, McArdle Disease)으로 알려져 있다.
세포의 이화작용에서 이용되기 위해서 포도당 1-인산은 먼저 포스포글루코뮤테이스(phosphoglucomutase)에 의해 포도당 6-인산으로 전환되어야 한다. 글리코젠이 분해되는 동안 포도당 대신에 포도당 1-인산을 형성하는 한 가지 이유는 인산화된 포도당은 극성을 띄기 때문에 세포막을 통과할 수 없으므로 세포 내 이화작용을 위해 사용하기가 수월하다는 점이다. 포스포글루코뮤테이스-1(phosphoglucomutase-1)의 결핍은 당원병 14형(GSD XIV)으로 알려져 있다.

### 동화작용
글리코젠 합성에서 유리된 포도당 1-인산은 UDP-포도당 피로포스포릴레이스에 의해 UTP와 반응하여 UDP-포도당을 형성한다. 그런 다음 글리코젠 생성효소에 의해 UDP-포도당은 글리코젠 사슬에 새롭게 추가된다.

## β-포도당 1-인산
β-포도당 1-인산은 일부 미생물에서 발견된다. β-포도당 1-인산은 말토스 포스포릴레이스(maltose phosphorylase), 코지비오스 포스포릴레이스(kojibiose phosphorylase), 트레할로스 포스포릴레이스(trehalose phosphorylase)를 포함한 α-글루칸 포스포릴레이스(α-glucan phosphorylase)의 작용을 거친 다음 β-포스포글루코뮤테이스(β-phosphoglucomutase)에 의해 포도당 6-인산으로 전환된다.

## 같이 보기
- 오탄당 인산 경로
- 거티 코리